# Пестово (Спировский район)
Пестово — деревня в Спировском районе Тверской области.

## География
Находится в центральной части Тверской области на расстоянии приблизительно 10 км на юго-запад по прямой от районного центра поселка Спирово.

## История
Деревня была отмечена ещё на карте 1825 года. В 1859 году здесь (сельцо Новоторжского уезда) было учтено 10 дворов. До 2021 года входила в состав Выдропужского сельского поселения Спировского района до его упразднения.

## Население
Численность населения: 50 человек (1859 год), 24 (русские 96 %) в 2002 году, 28 в 2010.